# Metroid Prime Pinball
Metroid Prime Pinball é um jogo eletrônico de pinball baseado na série Metroid, utilizando o estilo gráfico e elementos do jogo Metroid Prime. Foi desenvolvido pela Fuse Games e publicado pela Nintendo para Nintendo DS na América do Norte e Austrália em 2005, no Japão em 2006 e na Europa em 2007. Metroid Prime Pinball tem as mecânicas e itens básicos de pinball, além de novos elementos como pular em paredes e atirar armas. A tela de toque do Nintendo DS pode ser usada para alterar a trajetória da bola.
A ideia de um jogo de pinball baseado em Metroid veio para o produtor Kensuke Tanabe durante o desenvolvimento de Metroid Prime: Hunters, imaginando que a capacidade da protagonista Samus Aran de se transformar em uma bola se encaixava no gênero. Ele recrutou para tal projeto a Fuse Games, que tinha desenvolvido Mario Pinball Land. O jogo foi vendido junto de um Rumble Pak, marcando a estreia do acessório para Nintendo DS. Metroid Prime Pinball recebeu críticas positivas, elogiando a transição de Metroid para um pinball, mas com ressalvas para a falta de variedade.